# Бобало-Яремчук Олег Михайлович
Олег Михайлович Бобало (19 січня 1978, Львів — 20 грудня 2022, Бахмут) — український режисер телевізійних фільмів, рекламних роликів, телепередач. Загинув у боях під Бахмутом, село Кліщіївка. Був одружений з акторкою Анною Яремчук.

## Творча діяльність
10 вересня 2012 році отримав грант Президента України як молодому діячу в галузі кінематографії для виробництва ігрового короткометражного фільму «Структура кави або „Абзац“» за мотивами оповідання «Структура кави» Богдана Жолдака на базі ТОВ «Кінокомпанія Гуллівер Сінема» (м. Київ) у розмірі 400 тисяч гривень.

### Фільмографія
Як режисер-постановник
- Фільм «Структура кави, або "Абзац..!"» (2013 рік).
- Серіал «Матусі» (2015 рік). В оригіналі «Мамочки».
- Телефільм «Вони закінчили війну» (2017 рік).[6]

Як режисер
- Телефільм «Альпініст» (2008 рік).
- Телефільм «Як козаки» (2009 рік).[7]
- Фільм «Українське кіно. Становлення» (2021 рік).[8]

Як актор
- Фільм «Другий фронт» (2004 рік).

## Нагороди
- Орден «За заслуги» III ст. (8 вересня 2023) — за вагомий особистий внесок у розвиток української кінематографії, заслуги у захисті державного суверенітету та територіальної цілісності України, багаторічну сумлінну працю[9]